# Ранија ел Абдулах
Ранија ел Абдулах (арап. رانية العبدالله; рођена 31. августа 1970. као Ранија ел Јасин) је краљица, супруга јорданског краља Абдулаха II.

## Детињство и младост
Ранија Ел Јасин рођена је у Кувајту у палестинској породици. Основну и средњу школу завршила је у Новоенглеској школи у Кувајту. Дипломирала је пословну администрацију на Америчком универзитету у Каиру. Након дипломирања 1991. године Ранија је радила у градској банци пре него што се запослила у Епл компјутерс (Apple Computers) у Јордану.

## Брак и деца
Свог садашњег мужа, краља Абдулаха ибн ел Хусеина, тада још увек принца, упознала је на вечерњој забави 1993. године. Претпоставља се да је Ранија већ била верена када је упознала принца. Два месеца касније су се верили да би 10. јуна 1993. године ступили у брак.
Имају четворо деце:
- Хусеин (рођен 28. јуна 1994)
- Иман (рођена 27. септембра 1996)
- Салма (рођена 26. септембра 2000)
- Хашем (рођен 30. јануара 2005)

## Јорданска краљица
Краљица Ранија је велики поборник борбе за права јорданских жена. Захваљујући њеној подршци, положај жена у Јордану се знатно поправио. Дана 9. јуна 2004, њен муж, краљ Абдулах II доделио јој је почасни чин пуковника Јорданских оружаних снага.
Године 2005. проглашена је за трећу најлепшу жену света на листи коју су саставили читаоци познатих магазина Харперс и Квинс. Такође, у тренутку ступања краља Абдулаха II на престо, Ранија је била најмлађа краљица на свету.
Њене активности усмерене су на решавање питања од националног значаја као и на неколико суштинских питања као што су:
- Повећање националног дохотка
- Примена оптималних решења на пољу микрофинансија
- Заштита деце од насиља
- Промоција програма раног развоја деце у детињству
- Увођење информационих технологија у школе

Неке од организација у којима је краљица активна су:
- Речна фондација Јордана
- Самит арапских жена
- Арапска академија за банкарство и финансијске науке — пионирски институт на Блиском истоку који нуди техничку и академску обуку из области банкарства и финансија
- Јорданско удружење за борбу против рака
- Национални тим за сигурност у породици
- Национални тим за рани развој
- Сигурносни центар за децу у Дар ел Аману (центар за децу жртве насиља у породици и за занемарену децу, први такав центар на Блиском истоку)

## Међународне активности
У 2004. години краљица Ранија председавала је комитетом за номинације новоформираног Глобалног форума младих лидера који је део Светског економског форума. Такође је ангажована и у следећим међународним организацијама:
- Светски економски форум (члан оснивачког одбора)
- Фонд ОУН за децу (нарочито Глобална лидерска иницијатива)
- Фонд за вакцинацију (члан одбора од 2002)
- Фондација за међународну помоћ заједницама (члан одбора од 2003)
- Међународна фондација за борбу против остеопорозе